# The Manipulated
Production
Diffusion
The Manipulated (hangeul : 조각도시 ; hanja : 彫刻都市 ; RR : jojakdosi ; MR : chogaktosi ; litt. « ville de sculptures ») est une série télévisée sud-coréenne, créée par Oh Sang-ho et dont la diffusion est prévue en 2025 sur la plateforme Disney+.
Il s'agit de la nouvelle version du film Fabricated City (조작된 도시, 2017) de Park Kwang-hyun,, dont le scénario est signé par ce dernier et par le créateur Oh Sang-ho.

## Synopsis
Park Tae-jeong est soudain impliqué dans une affaire criminelle, pour laquelle il est emprisonné. Il y apprend que celle-ci est un coup monté par Ahn Yo-han et prépare sa vengeance.

## Distribution

### Acteurs principaux
- Ji Chang-wook : Park Tae-jeong[7]
- Do Kyung-soo : Ahn Yo-han[7]
- Lee Kwang-soo : Baek Do-kyeong[8],[7]
- Jo Yoon-soo (en) : No Eun-bi[9]

### Acteurs secondaires
- Yang Dong-geun : Yeo Deok-soo[1]
- Pyo Ye-jin (en) : l'épouse de Park Tae-jeong[10]

## Production

### Genèse et développement
En novembre 2023, The Manipulated est une série de vengeance qui se prépare pour les productions CJ ENM et Studio Dragon, en co-production avec Simplex Films,, dont le budget s'élève à 35 milliards won, écrite par Oh Sang-ho, adaptant le film Fabricated City (2017) de Park Kwang-hyun, et réalisée par Kim Chang-joo,, et Park Shin-woo. Elle comprend 10 épisodes pour la première saison.
Le tournage avait pour objectif de commencer entre juillet et septembre 2024.
Le 20 novembre 2024, Disney+ révèle la liste des nouvelles séries sud-coréennes, dont The Manipulated,,.

### Attribution des rôles
|  |

Le 13 novembre 2023, Do Kyung-soo est déterminé à jouer son premier rôle de méchant pour la série The Manipulated,, ainsi que Ji Chang-wook qui retrouve le scénariste, Oh Sang-ho, six ans après film Fabricated City (조작된 도시, 2017) de Park Kwang-hyun, pour incarner un homme assoiffé de vengeance.
Le 17 octobre 2024, l'actrice Pyo Ye-jin est annoncée dans le rôle de l'épouse de Ji Chang-wook. Le 20 novembre, Yang Dong-geun est révélé en plein tournage où il interprète Yeo Deok-so, un homme le plus puissant en prison. Le lendemain, selon son agent, Lee Kwang-soo y est mentionné dans le rôle de Baek Do-kyung,, un détenteur de preuve de l'incident, et, quatre jours plus tard, Jo Yoon-soo incarne Noh Eun-bi, une assistante qui soutient Tae-joong à se venger.

### Tournage
Le tournage débute le 3 septembre 2024,.

### Musique
La musique est composée par Kim Tae-seong.

### Postproduction
À la mi-mai 2025, lors des portes ouvertes Disney+ à Séoul, le responsable des contenus locaux de Walt Disney Company Korea, Choi Yeon-woo, présente les séries, telles que The Manipulated, qui seront mises en ligne au cours du second semestre suivant.

### Fiche technique
- Titre original : 조각도시
- Titre international : The Manipulated
- Création : Oh Sang-ho
- Réalisation : Kim Chang-joo[2],[4] et Park Shin-woo[8]
- Scénario : Oh Sang-ho[2],[4], d'après le film Fabricated City de Park Kwang-hyun[6]
- Musique : Kim Tae-seong[17]
- Sociétés de production : CJ ENM[3] et Studio Dragon, en co-production avec Simplex Films[7]
- Société de distribution : Disney+[11],[13]
- Budget : 35 milliards ₩[1],[2],[3],[4]
- Pays de production :  Corée du Sud
- Langue originale : coréen
- Format : couleur
- Genre : action, policier, thriller
- Nombre de saisons : 1
- Nombre d'épisodes : 10[1]
- Date de première diffusion :
  - Monde : 2025[5] Date sujette à modification

## Diffusion
The Manipulated sera diffusée en automne ou début hiver 2025.